# Addaks

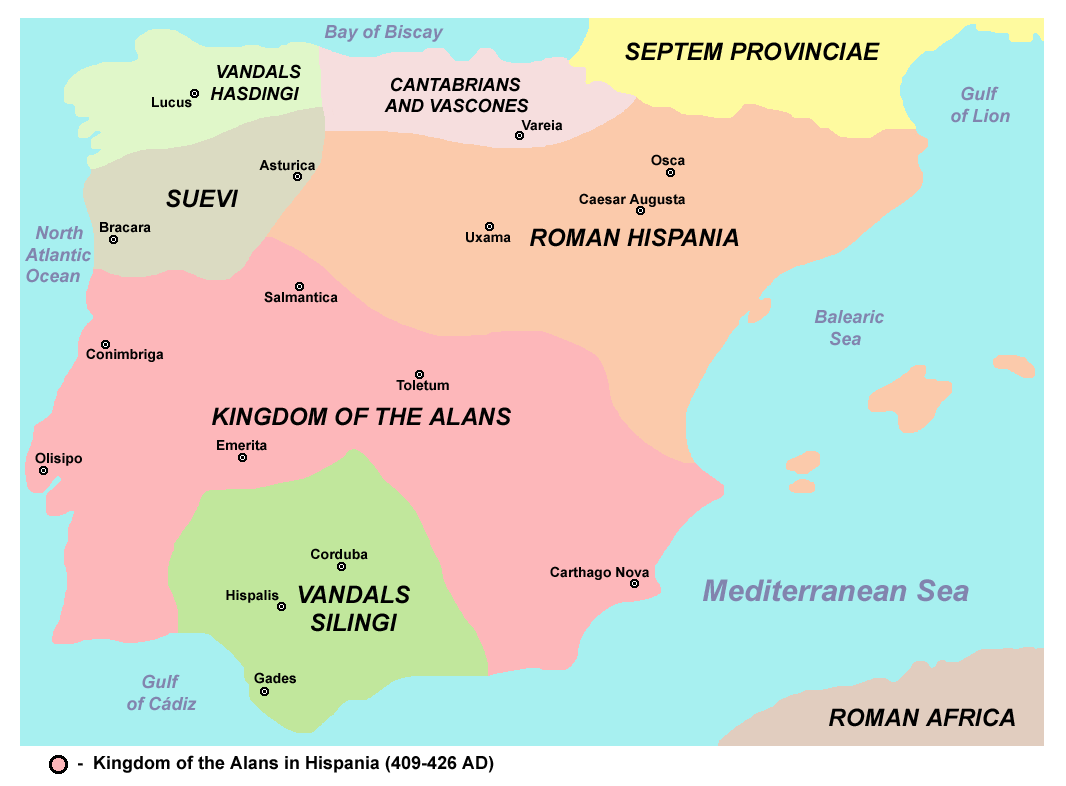
Królestwo Alanów w Hiszpanii w V wieku

Addaks, Addax, Addac (zm. 418) — władca (król) Alanów przebywających na Półwyspie Iberyjskim. 

## Życiorys
W źródłach pojawia się dopiero po przekroczeniu Pirenejów. W roku 418 Alanowie Addaksa zostali pokonani przez Wizygotów, którzy zaatakowali tychże w imieniu cesarza zachodniorzymskiego Honoriusza. Po tej klęsce niedobitki plemienia przyłączyły się do Wandalów. Sam Addaks albo najprawdopodobniej zginął w czasie bitwy, albo został zabity po niej.